# Yann Gonzalez
Yann Émile Laurent Gonzalez (Nizza, 2 marzo 1977) è un regista e paroliere francese.

## Biografia
È il fratello maggiore di Anthony Gonzalez (n. 1980), fondatore del gruppo shoegaze e dream pop francese M83.
Ha debuttato nel mondo della cinematografia con il cortometraggio By the Kiss.
Il suo primo lungometraggio Les Rencontres d'après minuit è stato presentato al Festival di Cannes del 2013, nella sezione Settimana internazionale della critica. Nel mese di settembre 2013 ha vinto il premio di miglior film al Milano Film Festival.
Nel 2017 ha realizzato il cortometraggio Les Îles, con Félix Maritaud.
Nel 2018 ha diretto Un couteau dans le cœur, in concorso al Festival di Cannes 2018 per la Palma d'oro e la Queer Palm.

## Filmografia

### Cortometraggi
- By the Kiss (2006)
- Entracte (2007)
- Je vous hais petites filles – mediometraggio (2008)
- Les Astres noirs (2009)
- Nous ne serons plus jamais seuls (2012)
- Land of My Dreams (2012)
- Les Îles (2017)
- Fou de Bassan (2021)
- Hideous (2022)

### Lungometraggi
- Les Rencontres d'après minuit (2013)
- Un couteau dans le cœur (2018)

### Video musicali
- Oceans Niagara – M83 (2023)

## Discografia

### Paroliere
- Moonchild – M83 (2005)
- Don't Save Us from the Flames – M83 (2005)
- Farewell / Goodbye – M83 (2005)
- Teen Angst – M83 (2005)
- Safe – M83 (2005)
- Car Chase Terror! – M83 (2005)
- Kim & Jessie – M83 (2008)
- Graveyard Girl – M83 (2008)
- We Own the Sky – M83 (2008)
- Highway of Endless Dreams – M83 (2008)
- Dark Moves of Love – M83 (2008)
- Midnight City – M83 (2011)
- Reunion – M83 (2011)
- Wait – M83 (2011)
- For the Kids – M83 (feat. Susanne Sundfør) (2016)
- Sunday Night 1987 – M83 (2016)
- Oceans Niagara – M83 (2023)
- Deceiver – M83 (2023)
- Sunny Boy – M83 (2023)
- Kool Nuit – M83 (2023)
- Dismemberment Bureau – M83 (2023)